# NGC 1502
NGC 1502 (również OCL 383) – stosunkowo zwarta gromada otwarta zawierająca około 45 gwiazd, znajdująca się w gwiazdozbiorze Żyrafy. Jej jasność oscyluje wokół wartości 6,9m. Została odkryta 3 listopada 1787 roku przez Williama Herschela. Jest położona w odległości ok. 3,3 tys. lat świetlnych od Słońca. W pobliżu NGC 1502 znajduje się asteryzm znany jako Kaskada Kemble’a.